# Holocnemus pluchei

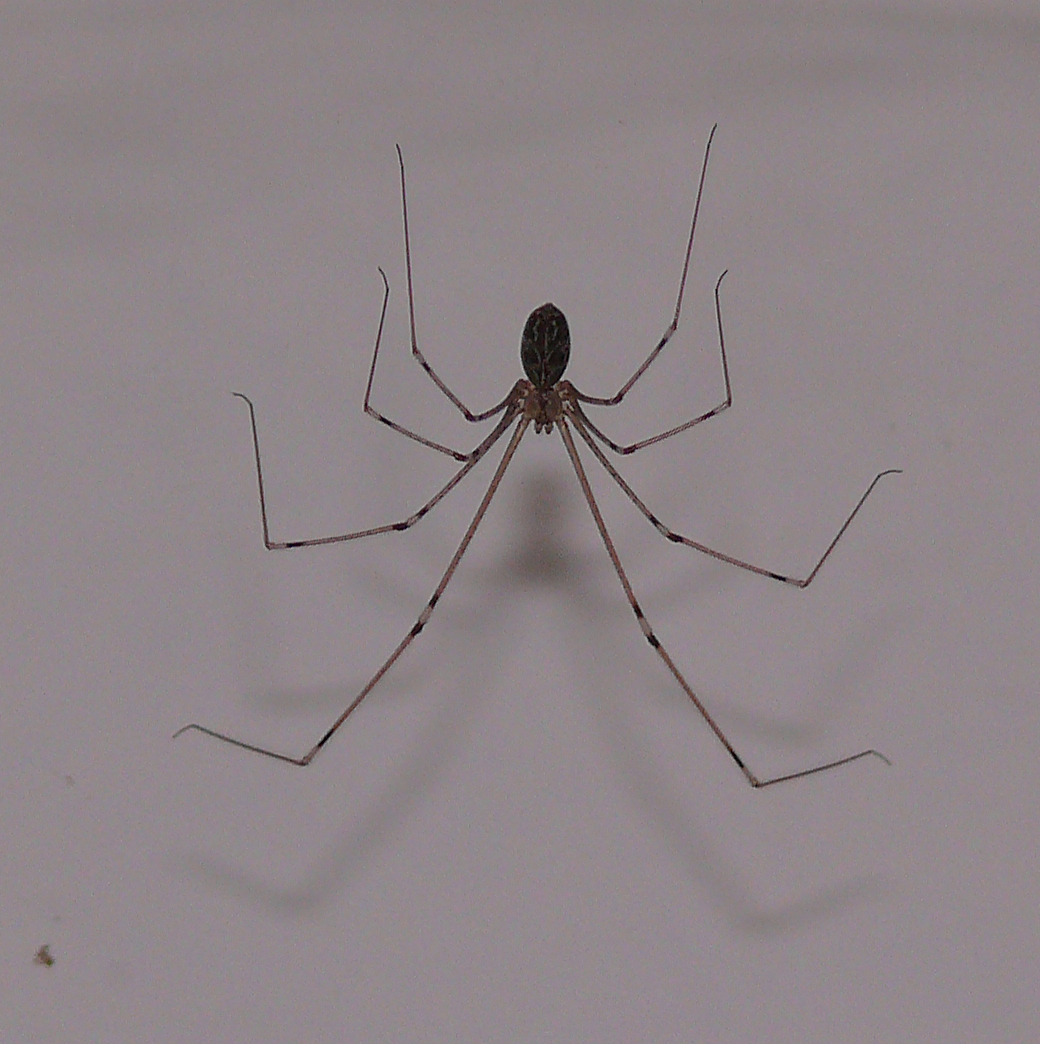
Holocnemus pluchei

Holocnemus pluchei là một loài nhện trong họ Pholcidae. Đây là loài bản địa Địa Trung Hải. Loài nhện này là dài từ 7 đến 10 mm, và có nguồn gốc tên của nó từ vân mỡ trên bụng. Nó sống ở lối vào hang động, tầng hầm và các tòa nhà bị phá hủy. Đây là một trong những nguồn gốc Địa Trung Hải.

## Các loài
- Aranea pluchii - Scopoli, 1763
- Aranea rivulata - Forsskål, 1775
- Holocnemus pluchii - Timm, 1976
- Holocnemus rivulatus - Simon, 1873
- Pholcus barbarus - Lucas, 1846
- Pholcus impressus - C.L. Koch, 1837
- Pholcus pluchei - Simon, 1866
- Pholcus rivulatus - Audouin, 1826
- Pholcus ruralis - Blackwall, 1858